# Mount Marston
Mount Marston ist ein 1245 m hoher Berg in der Form eines Walrückens an der Scott-Küste des ostantarktischen Viktorialands. Er ragt etwa 5 km nördlich des Entstehungsgebiets des Mackay-Gletschers an der Nordseite des Kar-Plateaus auf. 
Teilnehmer der Nimrod-Expedition (1907–1909) unter der Leitung des britischen Polarforschers Ernest Shackleton entdeckten ihn. Benannt ist der Berg nach dem britischen Maler und Grafiker George Marston (1882–1940), einem Expeditionsteilnehmer.